# Valtatie 14
La Valtatie 14 (in svedese Riksväg 14) è una strada statale finlandese. Ha inizio a Juva e si dirige verso est, verso il confine russo, dove si conclude nei pressi di Parikkala dopo 118 km.

## Percorso
La Valtatie 14 tocca i comuni di Rantasalmi, Savonlinna, Kerimäki e Punkaharju.

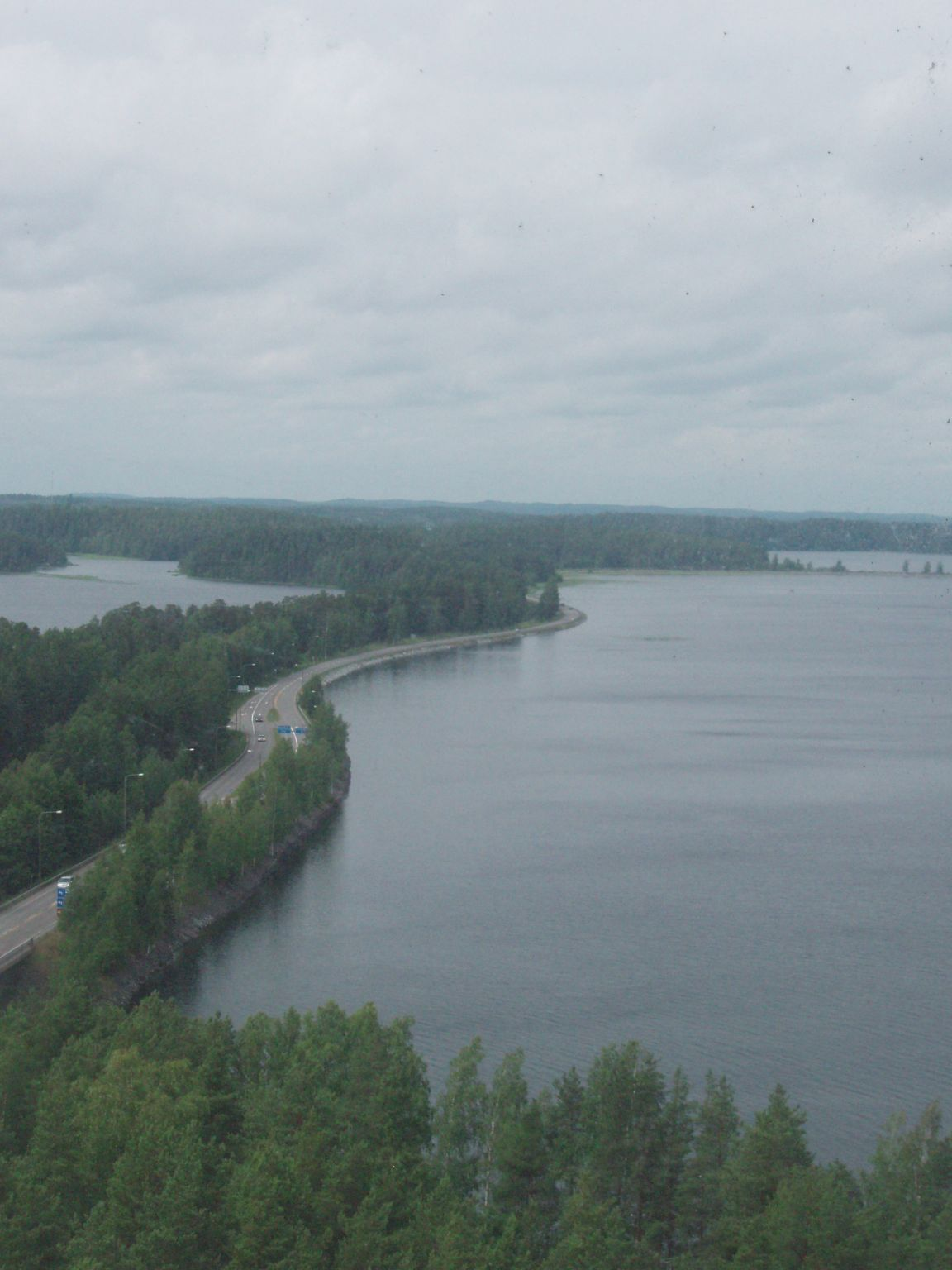
La Valtatie 14 nei pressi di Punkaharju